# L'Héritage (Maupassant)
L'Héritage is een novelle van Guy de Maupassant die voor het eerst in 1884 werd gepubliceerd.

## Verhaal
César Cachelin, een klerk op het Ministerie van Marine, vraagt zijn collega Léopold Lesable of hij met zijn dochter Coralie wil trouwen. Coralie kan alleen de grote erfenis van haar tante Charlotte erven als ze trouwt. Léopold trouwt met Coralie, maar als haar tante eenmaal is overleden, zegt de notaris dat Coralie alleen de erfenis kan krijgen als ze een kind heeft. Het probleem is echter dat Lesable geen kinderen kan verwekken bij Coralie. Tijdens een zakenreis van Lesable nodigt haar vader zijn collega Maze uit om een kind bij zijn dochter te verwekken. Later, als Lesable terugkomt, doen ze net alsof Coralie van hem in blijde verwachting is. Op kantoor regelt Cachelin ook dat Maze wordt ontslagen.

## Informatie
L'Héritage is een herschrijving van het verhaal Un Million, gepubliceerd in een tijdschrift in 1882. De novelle verscheen later dat jaar in de verhalenbundel Miss Harriet.